# Kakkert
De Kakkert is een beek in de Nederlandse provincie Limburg. Het is een zijbeek op de rechteroever van de Geleenbeek.
De Kakkert ontspringt als de "Oirsbeek" (bijgenaamd de "Vloot") in Oirsbeek en mondt uit in de Geleenbeek in Schinnen. De totale lengte is circa drie kilometer. De beek stroomt door het Kakkertdal dat eeuwen geleden door erosie door de Maas is gevormd in het Plateau van Doenrade.
In Oirsbeek loopt de beek geheel overkluisd. Nabij de buurtschap Wolfhagen komt de beek aan de oppervlakte waarna hij de naam "Kakkert" aanneemt vanwege de roestbruine kleur van het water. De beek stroomt door het Wolfhagerbos. Langs de oevers liggen drassige gebieden waarin verschillende bronnen en kwellen zijn gelegen, die onder de druk van het plateau ontstaan. Nabij de visvijver in Schinnen mondt de beek uit in de Geleenbeek.